# Ritterocereus pruinosis
Ritterocereus pruinosis là một loài thực vật có hoa trong họ Cactaceae. Loài này được (Otto) Backeb. miêu tả khoa học đầu tiên.